# Тревизо (герцогство)
Герцогство Тревизо (итал. Ducato di Treviso) — историческое государство Италии, находившееся под властью Лангобардского королевства.

## История
В 568 году лангобарды под предводительством Альбоина вторглись в северо-восточную Италию. Епископ Тревизо Феличе встретился с Альбоином и уговорил его не нападать на Тревизо. Жители Тревизо без боя приняли лангобардов, которые создали свои герцогства одним из которых стало Тревизо. Точная дата создания неизвестна, однако считается что это было около 568 года. Лангобардские короли разместили в Тревизо монетный двор, который существовал там вплоть до момента захвата города франками. После убийства Альбоина в 571 году королевский двор переехал в Павию, а Верона становится столицей герцогства Тревизо.
В 591 или 592 году герцог Тревизо Ульфар восстал против короля Агилульфа. Правитель лангобардов осадил Ульфара в его замке, пленил, а затем изгнал из королевства.
Герцогство Тревизо было захвачено войсками Карла Великого в 774 году.